# Хајнсдорфергрунд
Хајнсдорфергрунд (њем. Heinsdorfergrund) општина је у њемачкој савезној држави Саксонија. Једно је од 45 општинских средишта округа Фогтланд. Према процјени из 2010. у општини је живјело 2.254 становника. Посједује регионалну шифру (AGS) 14523150.

## Географски и демографски подаци
Хајнсдорфергрунд се налази у савезној држави Саксонија у округу Фогтланд. Општина се налази на надморској висини од 380 метара. Површина општине износи 22,0 km². У самом мјесту је, према процјени из 2010. године, живјело 2.254 становника. Просјечна густина становништва износи 103 становника/km².